# マーサ・ワシントン
マーサ・ダンドリッジ・カスティス・ワシントン（Martha Dandridge Custis Washington, 1731年6月2日 - 1802年5月22日）は、初代アメリカ合衆国大統領ジョージ・ワシントンの妻。初代アメリカ合衆国のファーストレディとも見られるが、彼女の生前にはそうした呼び方がなかったので、単にワシントン夫人として知られている。身長5フィート（約155cm）。

## 伝記
1731年6月2日未明、イギリス領北米植民地のバージニア王室領植民地にあるウィリアムズバーグ近くのニューケント郡にあるチェスナット・グローブで、裕福な農園主ジョン・ダンドリッジ（1700-1756）とフランシス・ジョーンズ（1710-1785）夫妻の長女（3人の弟・5人の妹）として生まれた。当時の良家の娘の例に漏れず、家庭教師を付けられ、刺繍をし、楽器を奏で、馬にも乗った。乗馬は若い頃に階段を馬に乗って駆け上がり、人々を驚かせたほどの腕前だった。

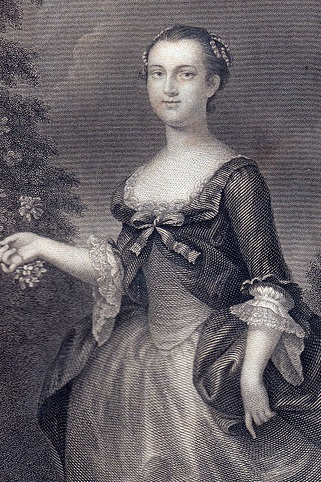
若い頃のマーサ・ワシントン

1750年、18歳の時に20歳年上の富裕な独身男性、ダニエル・パーク・カスティス（1711-1757）と結婚。二人はチェスナット・グローブから数マイル上流の、パムンキー川岸にあった「ホワイトハウス」と呼ばれる農園の大邸宅に住んでいた。カスティスとの間に4人の子をもうけた。上の2人のダニエル・パーク・カスティス・ジュニア（1751-1754）とフランシス・カスティス（1753-1757）は早世したが、下の2人のジョン・パーク・カスティス（1754-1781）とマーサ・パーク・カスティス（1756-1773）はある程度長く生きた。1757年に夫が亡くなったことでマーサは巨大な富を持ち、特権的地位にある裕福な未亡人となった。当時は結婚すると妻の財産はすべて夫の物となるのが決まっていたため、独身男性たちの絶好の結婚相手の対象として注目された。

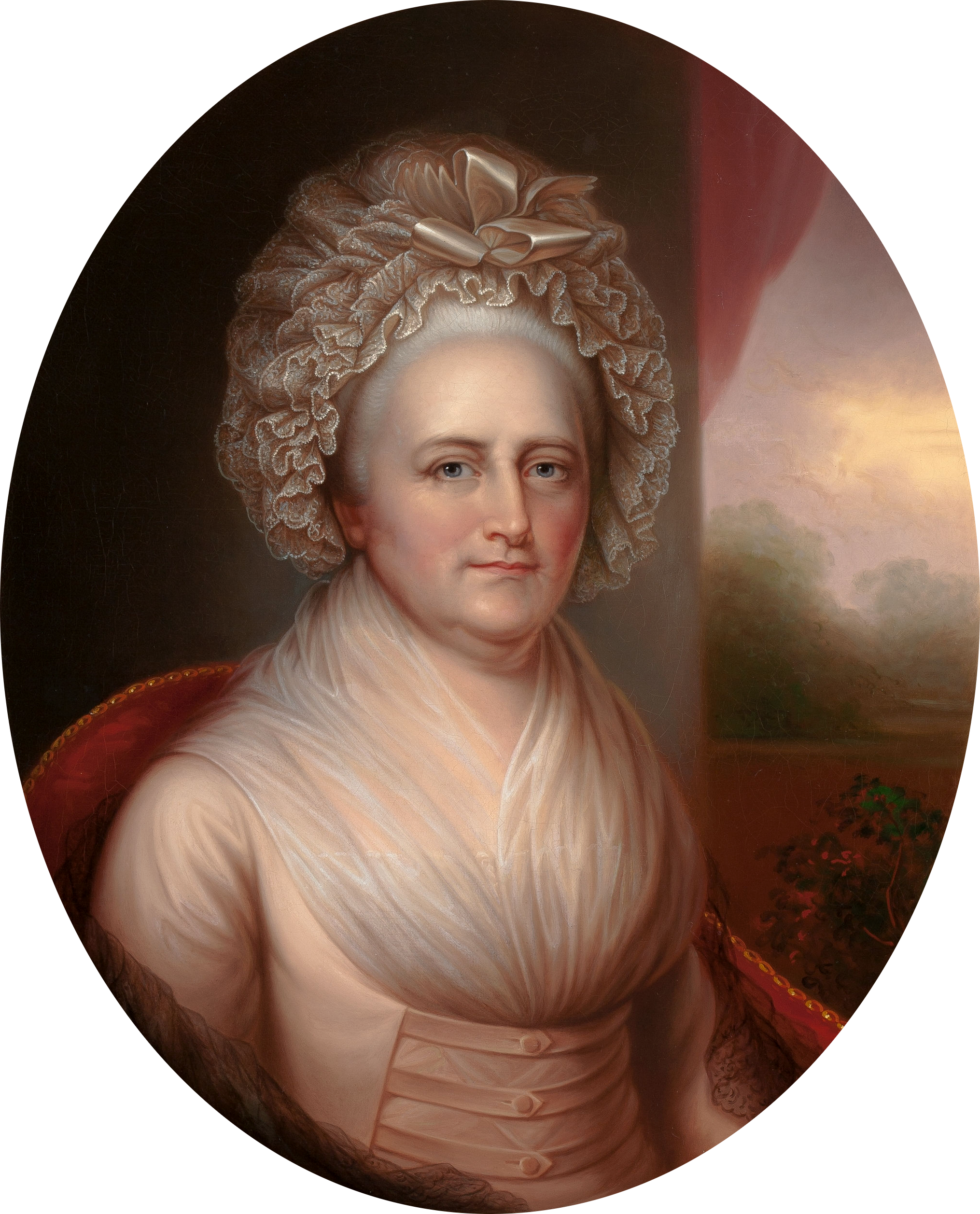
1856年頃。レンブラント・ピールによる肖像画

1759年1月6日に2人の子供を連れてジョージ・ワシントンと再婚した。ワシントンはこの頃には異母兄ローレンス・ワシントンからマウントバーノンの農園を相続し、バージニア民兵の大佐となっていた。ワシントンはこの1歳年上の未亡人との結婚によって資産を大々的に増やし、以降の活躍の基礎を固めることになった。ワシントンの方から2度求婚しての結婚であり、カスティスがマーサのために残した10万ドル相当、1万7千エーカーの土地と300人近くの奴隷という資産はみなワシントンのものとなった。
二人はワシントンの所有する農園で裕福で、明らかに幸せな暮らしを送ることになった。二人の間には子供が生まれず、マーサの連れ子2人を育てた。息子のジョンは1781年のヨークタウンの包囲戦でワシントンの副官として従軍するが死亡（チフスと考えられている）。ジョンの死後、ワシントンはジョンの2人の子供、マーサからみて孫となるエレノア・パーク・カスティス（1779-1852）、ジョージ・ワシントン・パーク・カスティス（1781-1857）を育てた。2人はダンドリッジ家やワシントン家の姪や甥、その他の一族も物心両面で支援した。
マーサは丸顔で小柄の、極めて家庭的な女性であり、マウントバーノン農園やカスティス農園の家での生活で個人的に満足していた。「もっと陽気な女性ならこの役目を大いに楽しめたでしょうが、私は家にこもっている方が好きです」と述べている。しかし、アメリカ独立戦争で大陸軍の総司令官に指名された夫と1775年にボストン近郊で合流してからは最後まで従って夫を影で支えた。陣営内では他の婦人たちを励まして繕いものをし、靴下を編んでこれらを兵隊に配ったり、負傷した兵士を分け隔てなく懸命に看護した。有名なバレーフォージの冬も夫のもとで過ごし、将兵の士気を一定の水準に維持する役割を果たした。
夫がアメリカ合衆国大統領に選ばれることには強く反対し、1789年4月30日の就任式も欠席した。しかし、2期にわたる任期の間は国の正式な女性代表者として奥ゆかしく務めを果たした。ワシントン政権下では毎週火曜に大統領の接見があり、木曜の夜に晩餐会が行われ、金曜の夕方にファーストレディのレセプションが行われた。マーサ夫人はこうした行事を几帳面にかつ慎ましく、控えめにこなした。会話が政治的な話題に流れないように気を付け、夫の健康を気遣って遅くても午後9時には必ず会をお開きにした。
第一期の大統領官邸はニューヨークのウォール街にあり、第二期はフィラデルフィアに移転している。マーサは唯一ホワイトハウスに住まなかった実質的なファーストレディであった。
夫が第三期目を拒否したことにより、1797年に久々にマウントバーノンに戻る日が来た。マーサは「将軍と私はまるで学校から解放された子供のように喜んでいます」と友人に書いている。引退後の生活は夫人が求めていた牧歌的なものにはならなかった。一般国民だけでなく外国からの要人が何百人も大統領職を退いたマウントバーノンにいるワシントンのもとを訪れるようになった。ワシントンは1798年にフランスとの関係悪化のために後任のジョン・アダムズ大統領によって臨時の司令官に任命された。戦争は回避されたものの、その翌1799年12月14日に彼は雨中の乗馬で風邪をひいたのが原因で65歳で亡くなってしまった。夫の死の床の前で「私もまもなくおそばに参ります」と言った。

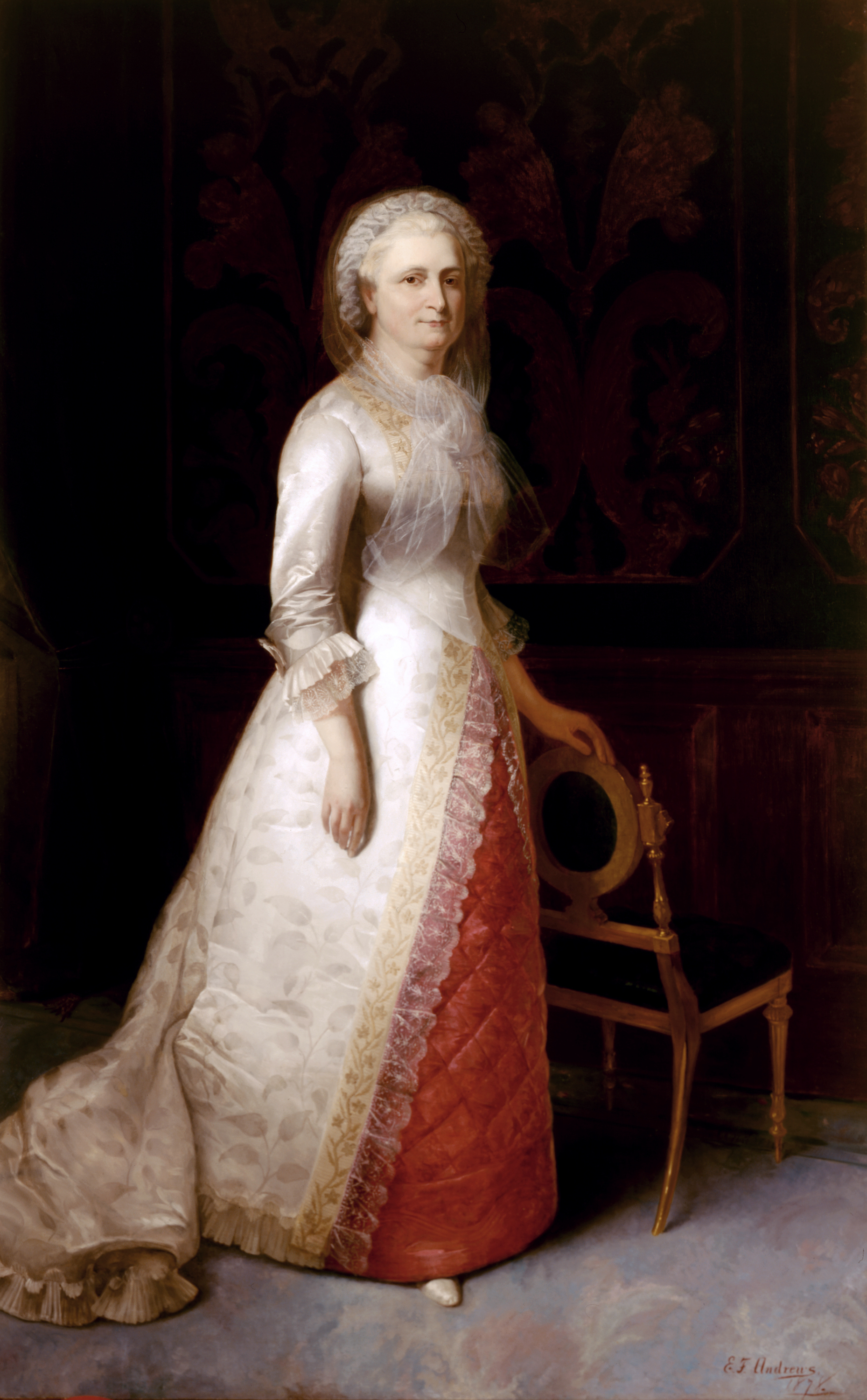
1878年の肖像

連邦議会が夫の柩をマウントバーノンから新しい首都ワシントンD.C.に完成する議事堂内に移すことを決議したことはマーサに大きな失望をもたらしたが、彼女は公共の義務を最優先してこれに従った。ところが、結局は議会もこの計画を放棄した。
マーサは「深刻な発熱」が原因で1802年5月22日に死亡した。70歳没。夫婦揃ってマウントバーノンに埋葬された。

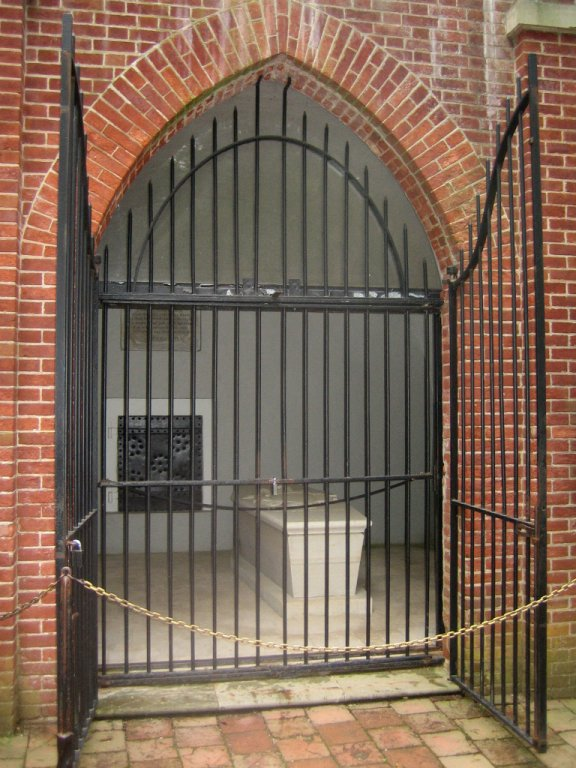
ワシントン大統領夫妻の柩

## マーサと奴隷制度
上流階級の南部白人の家庭であった故、奴隷制度を目前に育ったが、「南部の機構」の倫理的また道徳的な基本について問題にすることはなかった。イギリスの通常法においてカスティスの遺産の3分の1を相続し、そこからの収入で生活していたが、その資産は多くのプランテーションや農園とそこで働く、多くの奴隷男女と子供達のためであった。
ワシントンとの結婚によって、ワシントンが法廷の監視のもと、カスティスの遺産も法的に管理することになった。農園の記録はマーサが多くの決裁を行い続けたことを示している。ワシントンは管理的なことに影響を及ぼし、農園から上がる収入を受け取っていた。息子ジョンの相続持ち分である土地や奴隷は売却しなかった。
しかし、彼女のメイドでカスティス農園の奴隷少女、オニー・ジャッジが大統領2期目の時にフィラデルフィアの持ち家から逃亡した時は動揺している。ジャッジは市内の自由黒人の友人の家に隠れ、その後北方に動いた。パトリシア・ブラディは2005年に出版したマーサ・ワシントンの伝記の中で、次のように書いている。
| 「 | 彼女が世話をしていた、世慣れない少女に対する責任を感じていた。とりわけ少女の母や姉妹がマウントバーノンに戻ってくれるよう期待していたからである。マーサが理解できなかったことは、オニー・ジャッジが単純に自由になりたいと願っていたことだった。オーナ（こう呼ぶことを好んだ）は楽しい場所で生活し楽しい仕事をし、読み書きを習いたかった。オーナはマーサを尊敬し、その待遇にも不満は無かったが、自分が、そして自分の子供達が、将来も奴隷であることに耐えられなかったと告白した。 | 」 |

そしてフィラデルフィアの大統領官邸で料理長として働いていた奴隷のヘラクレスが1797年2月22日に逃亡する。マウントバーノンにはヘラクレスの6歳の娘が残されたが、その娘は父が自由になれて嬉しいと語ったという。
歴史家ヘンリー・ビンセックは2004年の著書『全能ではない神：ジョージ・ワシントン、その奴隷、そしてアメリカの創造』において、マウントバーノンとバージニア歴史協会に残された資料の中から、彼が発見した原資料について触れて次のように書いている。
| 「 | マーサ・ワシントンにはアン・ダンドリッジという名の、混血で異母妹の奴隷がいた。アンはマーサの息子ジョン（アンにとっては甥）との間に子供が出来た。 | 」 |

ビンセックによればとりわけこの出来事がジョージ・ワシントンをして奴隷制度を「不快なこと」と言わしめ、後にワシントンが奴隷をすべて解放する決断に影響しただろうとしている。アン・ダンドリッジの存在に関する他の資料としては、ヘレン・ブライアンの2001年の著作『マーサ・ワシントン：自由のファーストレディ』が存在する。この本でブライアンはビンセックの研究を引き合いに出し、「影の妹」はマーサの歳に近く、子供の時から共に育ったとしている。
ビンセックは以前の歴史家がアンという妹の存在を示す証拠文書を無視したと書いている。ブラディは著書の終わりの伝記的注釈でマーサの異母妹の存在を否定し、ビンセックとブライアンは「家庭内神話」と「言い伝え」を受け入れたのだと主張している。ブラディはビンセックが発見したバージニア歴史協会とワシントンD.C.の文書庫にある、アン・ダンドリッジの解放が記録されている証拠文書については審査を要求していない。この疑問が残る文書の評価においてビンセックは、カスティス農園の記録とマウントバーノン農園の奴隷の記録から、アン・ダンドリッジが削除されたと主張している。何年もプランテーションの家族を研究してきたビンセックは、奴隷と奴隷所有者の間の家族の絆はしばしば秘密にされたと考えている。

## カスティスの遺産
ダニエル・パーカー・カスティスが子孫に残した不動産の一部は、最終的には南北戦争の間に、マーサの孫ジョージの養子ロバート・E・リーから没収された。この土地は後にアーリントン国立墓地となっている。1882年、何年にもわたる下級裁判所での裁判の後に、アーリントン国立墓地の所有権に関する訴訟はアメリカ合衆国最高裁判所に上告された。最高裁は巡回裁判所の判決を支持し、問題の財産はリー家に属するとし、合衆国議会はリー家から、総額15万ドルでその資産を買い上げることにした。

## 名前・肖像を残すもの
- 1902年にはアメリカ合衆国の郵便切手で記念された最初の女性となった。
- マーサは彼女の名前に因んで名付けられたガレー船、USSレディ・ワシントンを所有していた。この船は合衆国の軍船で初めて女性の名前が付けられ、また初めて生存人物の名前が付けられたものである。
- 1787年からアメリカ太平洋岸北西部探検を行ったレディ・ワシントン号も彼女に因む。またレディ・ワシントンは日本に来航した最初のアメリカ船となった（1791年）。
- 大統領1ドル硬貨プログラムの一環として合衆国造幣局がマーサ・ワシントンの栄誉を称える10ドル金貨を2007年5月13日に発行した[14]。
- 絶滅したリョコウバトの最後の一羽の愛称「マーサ」も彼女の名から取ったものである。

切手
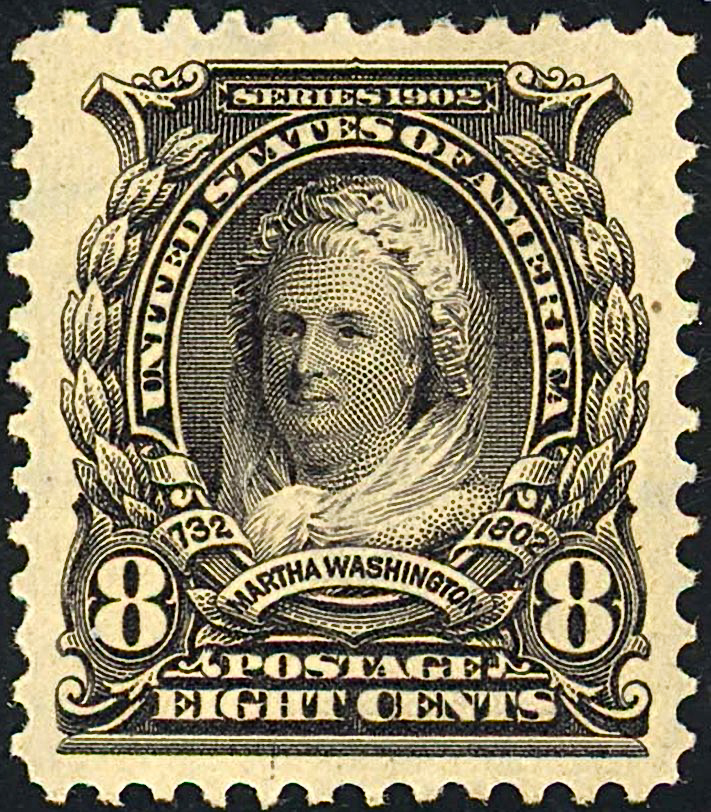
初めて発行された切手（1902年）
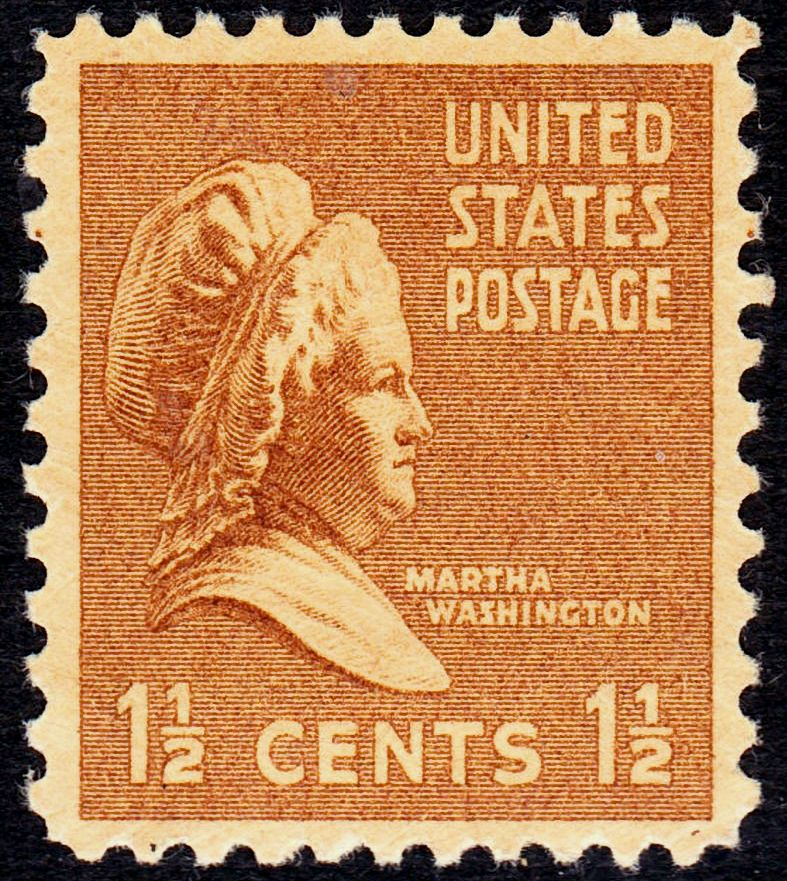
大統領シリーズ（英語版）で発行された切手（1938年）

紙幣
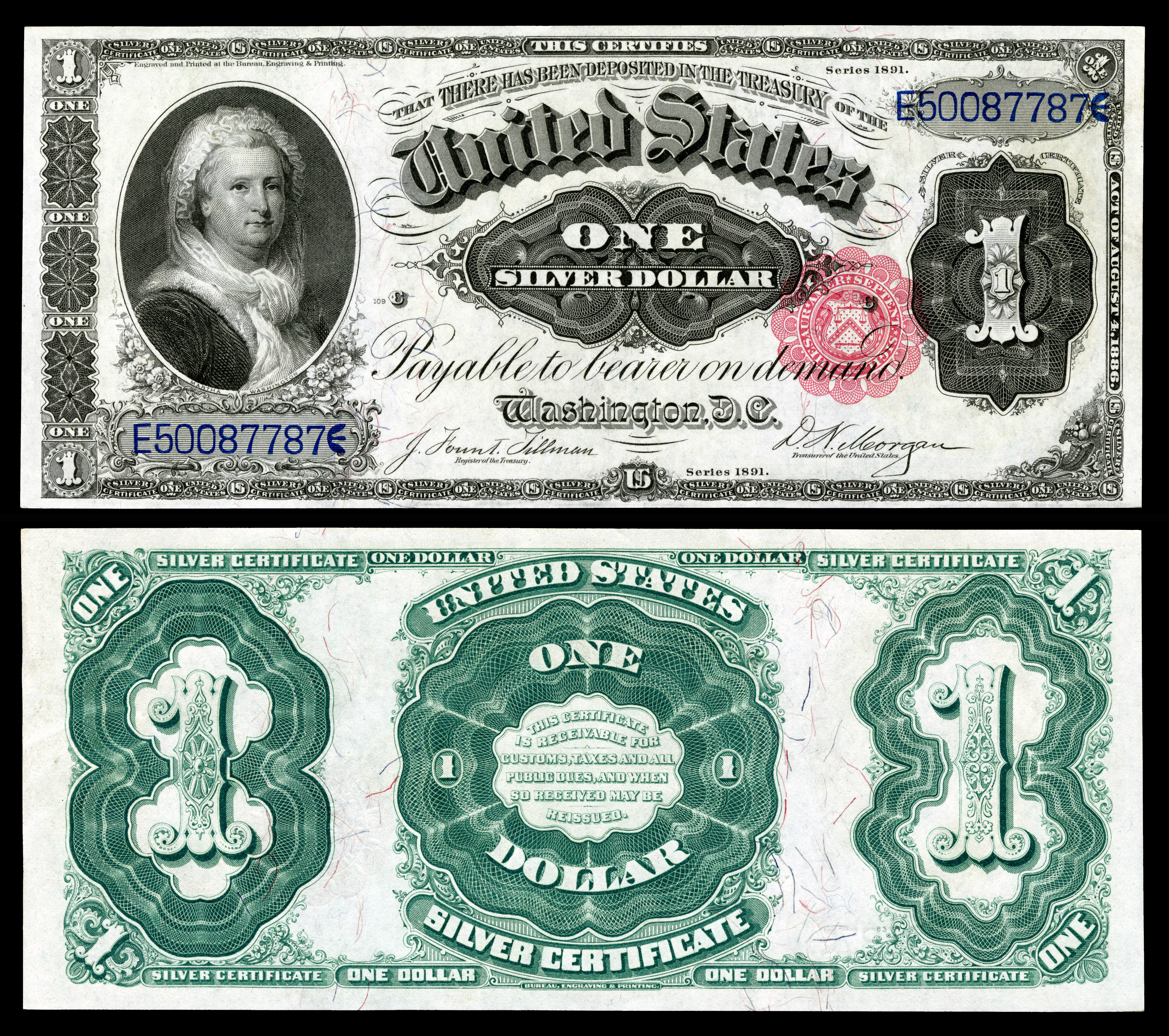
1886年発行
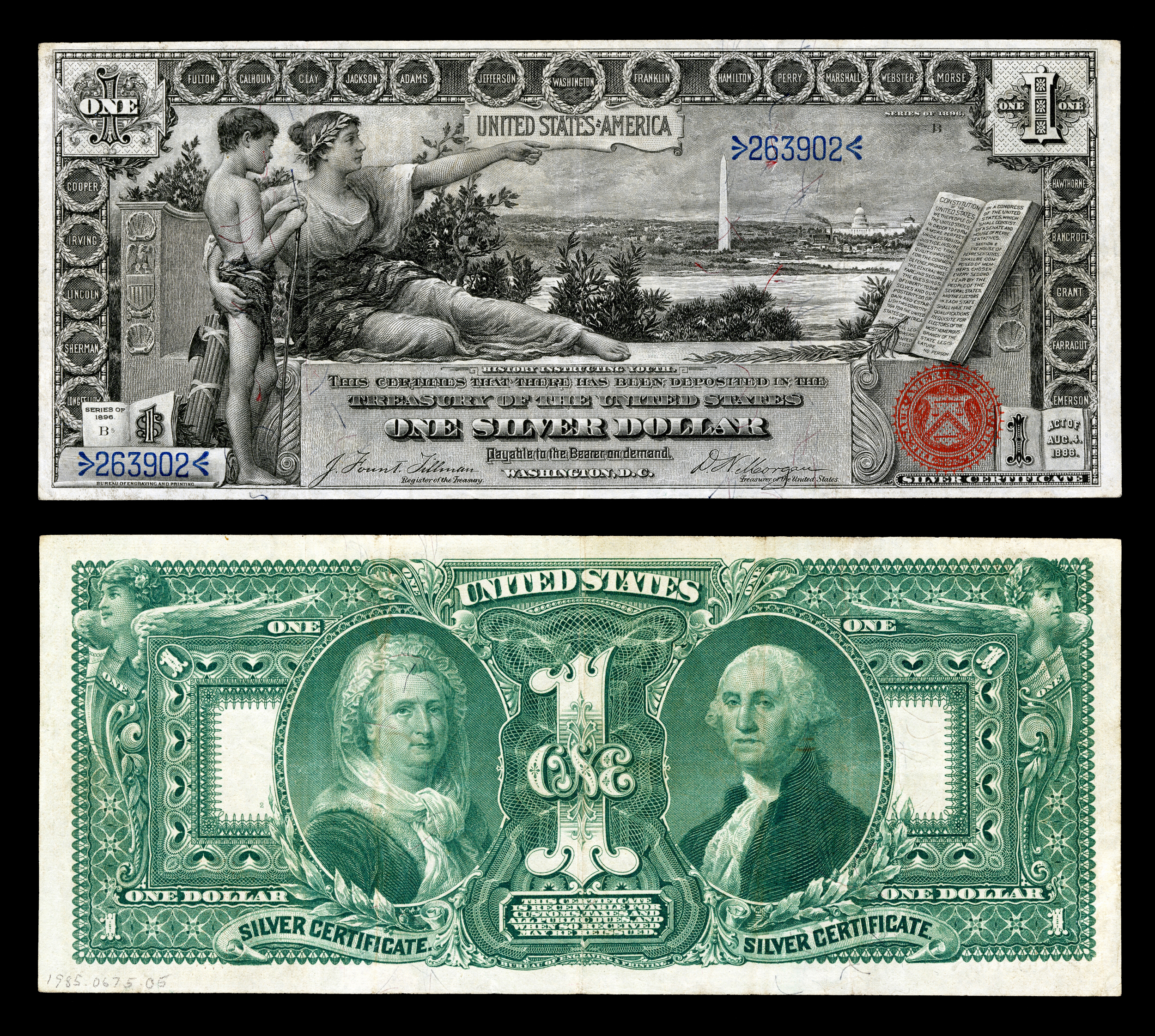
1896年発行

コイン
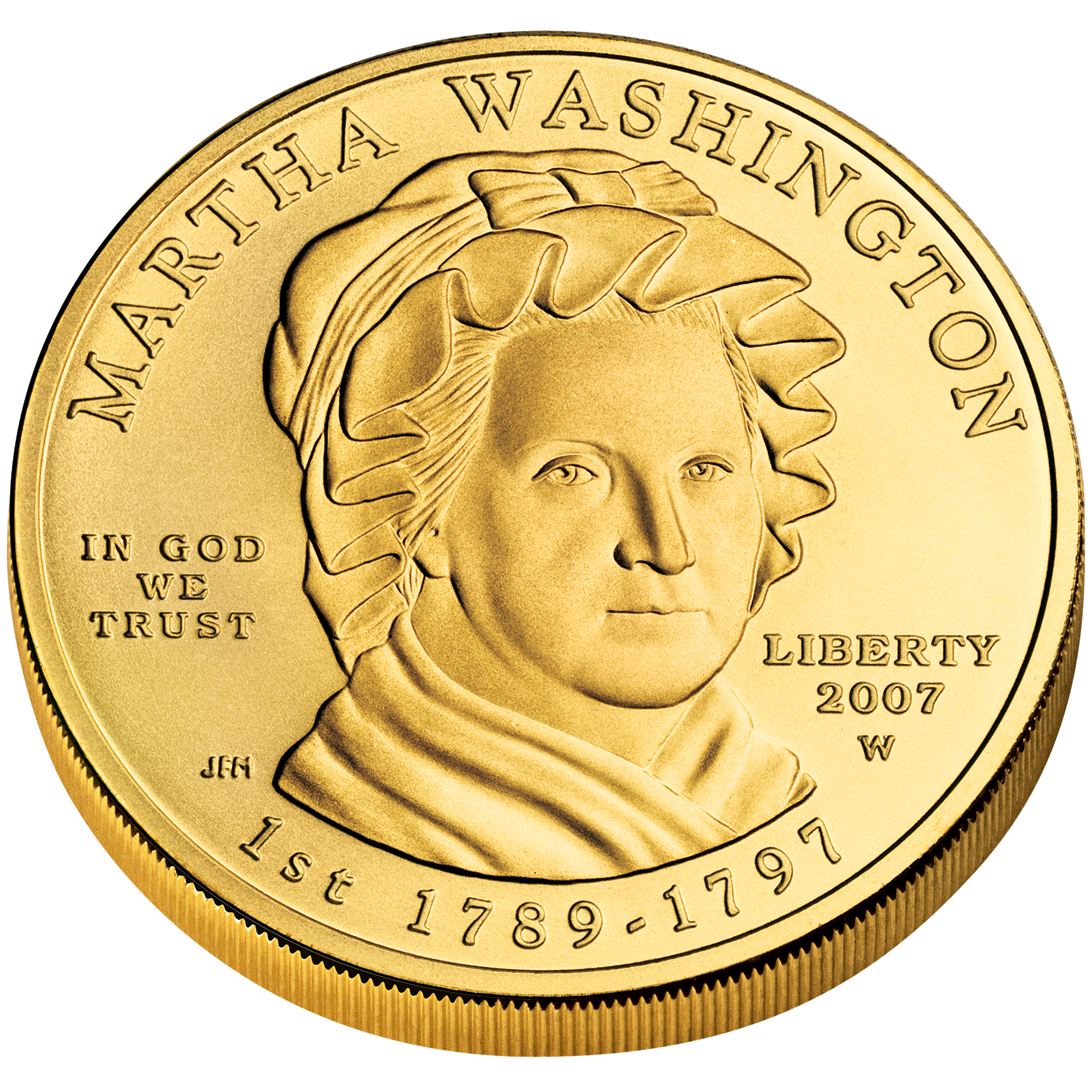
表面（2007年6月19日発行の金貨）
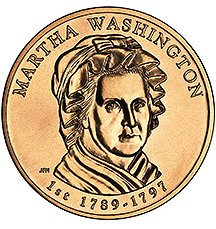
表面（2007年6月19日発行の銅メダル）